# Pedro Silva Martins
Pedro Miguel Rodrigues da Silva Martins (Lisboa, 17 de dezembro de 1974) é um economista português e antigo Secretário de Estado do Emprego no XIX Governo Constitucional de Portugal.

## Biografia
É licenciado pela Universidade Nova de Lisboa, mestre pela Universidade de York e doutorado pela Universidade de Warwick.
Atualmente é docente no Queen Mary College da Universidade de Londres, onde ocupa a posição de Professor Catedrático desde 2009. Entre 2003 e 2004 foi professor na Universidade de St Andrews. É investigador do Institute for the Study of Labor (IZA) desde 2004  e do Centro de Estudos de Gestão do Instituto Superior Técnico da Universidade Técnica de Lisboa (CEG-IST) desde 2006 . É autor do blogue "Economia das Pessoas"  tendo também colaborado no blogue "Portuguese Economy" .
Em 28 de Junho de 2011 tomou posse como Secretário de Estado do Emprego no XIX Governo Constitucional de Portugal, tendo sido substituído a 1 de Fevereiro de 2013.
Entre as principais medidas em que esteve envolvido contam-se: 
- A Lei 53/2011, de 14 de outubro (reduz e uniformiza as compensações por cessação do contrato de trabalho) , , ;
- A Lei 3/2012, de 10 de janeiro (introduz a renovação extraordinária dos contratos de trabalho a termo)  , ;
- O acordo tripartido Compromisso para o Crescimento, Competitividade e Emprego (com a CAP, CCP, CIP, CTP e UGT) , ;
- As medidas ativas de emprego Estímulo 2012 e 2013 (apoios financeiros a empresas que contratem e prestem formação a desempregados inscritos há seis meses ou mais em Centros de Emprego) , , ;
- O Programa de Relançamento do Serviço Público de Emprego (cerca de 40 medidas de dinamização dos centros de emprego e formação profissional) ,  ;
- Vários estudos sobre a Retribuição Mínima Mensal Garantida , os Centros Novas Oportunidades, as Compensações por Cessação de Contrato de Trabalho , e as Políticas Ativas de Emprego e Formação Profissional
- A medida Vida Ativa (encaminhamento e integração céleres de desempregados em ações de formação de curta ou media duração) , , ;
- A Iniciativa Impulso Jovem (incluindo os novos estágios Passaporte Emprego e a medida de reembolso de TSU para a contratação de jovens desempregados de longa duração) , ;
- A Lei 23/2012, de 25 de junho (reforma do Código do Trabalho) , ;
- Vários projetos-piloto, como a Medida de Incentivo à Aceitação de Ofertas de Emprego, o Programa Formação-Algarve , a Medida de Formação em Gestão para Desempregados Licenciados , o Protocolo de Trabalho Social pelas Florestas , e novos módulos de formação profissional ;
- A conferência internacional sobre Flexisegurança ;
- O investimento em formação profissional de cerca de 400 milhões de euros do Programa Operacional Potencial Humano, no âmbito da reprogramação estratégica do QREN;
- O reforço dos cursos de aprendizagem dual, uma modalidade de ensino profissional com forte ligação às empresas através da formação prática em contexto de trabalho ,  ;
- A Resolução de Conselho de Ministros 90/2012 (estabelecimento de critérios necessários de representatividade para a emissão de portarias de extensão) ,
- A medida de Apoio à Contratação de Trabalhadores por Empresas Startups (através do reembolso de uma percentagem da Taxa Social Única paga pelo empregador)
- A Lei 2/2013, 10 de janeiro (lei que estabelece o regime jurídico de criação, organização e funcionamento das Associações Públicas Profissionais) ;
- A Lei 11/2013 (regime temporário de pagamento dos subsídios de Natal e de férias para vigorar durante o ano de 2013)
- A Proposta de Lei 120/XII (redução da compensação por cessação do contrato de trabalho para 12 dias por ano de antiguidade) ,
- A medida de Apoio à Contratação de Desempregados com 45 ou mais anos via Reembolso da Taxa Social Única
- O alargamento da medida Estágios Profissionais a famílias monoparentais e casais desempregados  ,
- A medida Património Ativo, baseada em estágios e trabalho ocupacional para desempregados nas áreas da renovação e reabilitação urbanas, entre outras
- O projeto dos Centros para a Qualificação e Ensino Profissional, substituindo os Centros Novas Oportunidades
- O alargamento da iniciativa Impulso Jovem (nomeadamente dos estágios Passaporte Emprego a estágios para acesso às ordens profissionais, à região de Lisboa e Vale do Tejo e com duração de 12 meses)